# Baie d'Ise
Pour les articles homonymes, voir Ise.
La baie d'Ise (伊勢湾, Ise-wan) est une anse naturelle le long de la côte japonaise dans la préfecture d'Aichi et de Mie. Le fleuve Kiso s'y jette.

## Côtes
La baie est bordée des villes, villages ou districts suivants (d'ouest en est) :

### Préfecture de Mie
- Toba
- Ise
- Meiwa
- Matsusaka
- Tsu
- Suzuka
- Yokkaichi
- Mie
- Kuwana
- Kisosaki

### Préfecture d'Aichi
- Yatomi
- Tobishima
- Nagoya
- Tōkai
- Chita
- Tokoname
- Mihama
- Minamichita

## Particularité
Dans la baie d'Ise se dressent les Rochers mariés (ou Rochers jumeaux) (Meoto Iwa), un des sanctuaires shinto les plus importants du Japon. Ils représentent deux divinités, Izanagi, le mâle, et Izanami, la femelle, dont l'union est symbolisée par une lourde corde en paille de riz appelée shimenawa. De l'œil gauche d'Izanagi est née Amaterasu, principale divinité shinto.